# Brian Brunkhorst
Brian J. Brunkhorst (Owen, 12 giugno 1945) è un ex cestista statunitense, professionista nella ABA.

## Carriera
Venne selezionato dai New York Knicks al sesto giro del Draft NBA 1968 (72ª scelta assoluta).
Disputò 3 partite con i Los Angeles Stars nella stagione ABA 1968-69.